# Porchow
Porchow (russisch Порхов) ist eine Stadt in der nordwestrussischen Oblast Pskow mit 10.608 Einwohnern (Stand 14. Oktober 2010).

## Geografie
Die Stadt liegt etwa 90 km östlich der Oblasthauptstadt Pskow am in den Ilmensee mündenden Fluss Schelon.
Porchow ist Verwaltungszentrum des gleichnamigen Rajons.
Die Stadt liegt an der 1897 eröffneten Eisenbahnstrecke Bologoje–Dno–Pskow (–Tartu–Tallinn).

## Geschichte

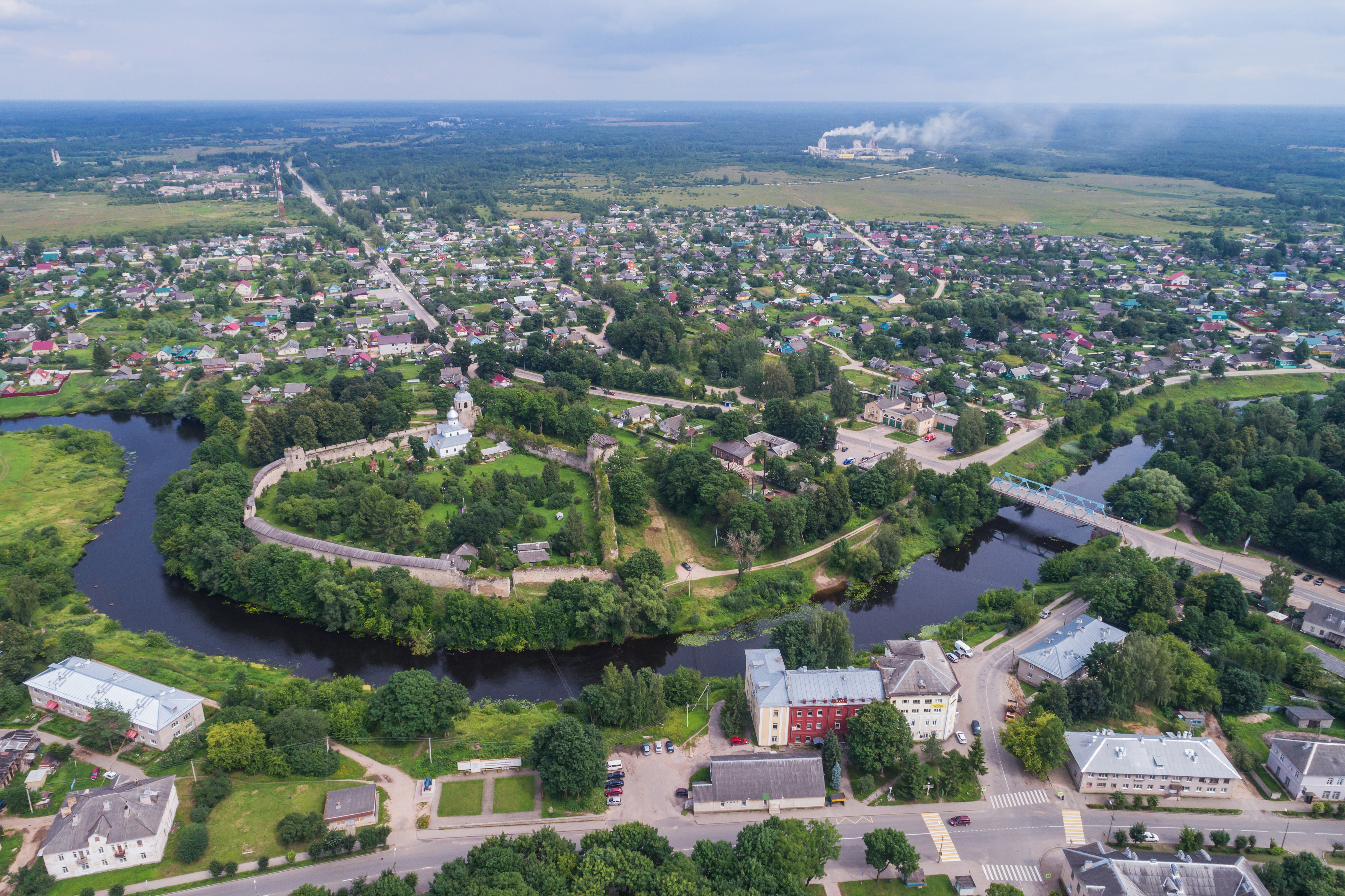
Festung und Stadtzentrum Porchow, Luftaufnahme

Porchow wurde 1239 von Fürst Alexander Jaroslawitsch (später „Newski“) als Festung zum Schutz der südwestlichen Zugänge zur Republik Nowgorod gegründet. Die ursprüngliche hölzerne Festung brannte 1387 nieder und wurde sofort 1300 Meter flussabwärts aus Kalkstein neu errichtet. Mehrfach wurde sie bei Auseinandersetzungen mit dem Großfürstentum Litauen beschädigt, so 1356 unter Algirdas und 1428 unter Vytautas.
1478 fiel die Festung mit der gesamten Republik Nowgorod an das Großfürstentum Moskau und galt in Folge als eine der 12 wichtigsten Festungen entlang seiner Westgrenze.
Im 18. Jahrhundert entwickelte sich der um die Festung entstandene Ort zu einem wichtigen Handelszentrum für Leinen. 1777 erhielt Porchow das Stadtrecht als Verwaltungszentrum eines Kreises (Ujesds) des Gouvernements Pskow. Im 19. Jahrhundert und bis 1918 bestand in Porchow eine estnischsprachige lutherische Kirchengemeinde.
Im Zweiten Weltkrieg wurde Porchow am 11. Juli 1941 von den deutschen Truppen besetzt und am 26. Februar 1944 von Truppen der Leningrader Front der Roten Armee im Rahmen der Leningrad-Nowgoroder Operation zurückerobert. Im Verlaufe der Kampfhandlungen wurde die Stadt zu 90 Prozent zerstört. Bertolt Brechts Sohn Frank Banholzer starb hier 1943 bei einem Sprengstoffanschlag gegen ein Wehrmachtskino, er wurde auf dem „Heldenfriedhof Porchow“ beigesetzt.

### Bevölkerungsentwicklung
| Jahr | Einwohner |
| ---- | --------- |
| 1897 | 5.551     |
| 1926 | 8.000     |
| 1939 | 12.681    |
| 1959 | 7.639     |
| 1970 | 10.977    |
| 1979 | 13.441    |
| 1989 | 14.170    |
| 2002 | 12.263    |
| 2010 | 10.608    |

Anmerkung: Volkszählungsdaten (1926 gerundet)

## Kultur und Sehenswürdigkeiten

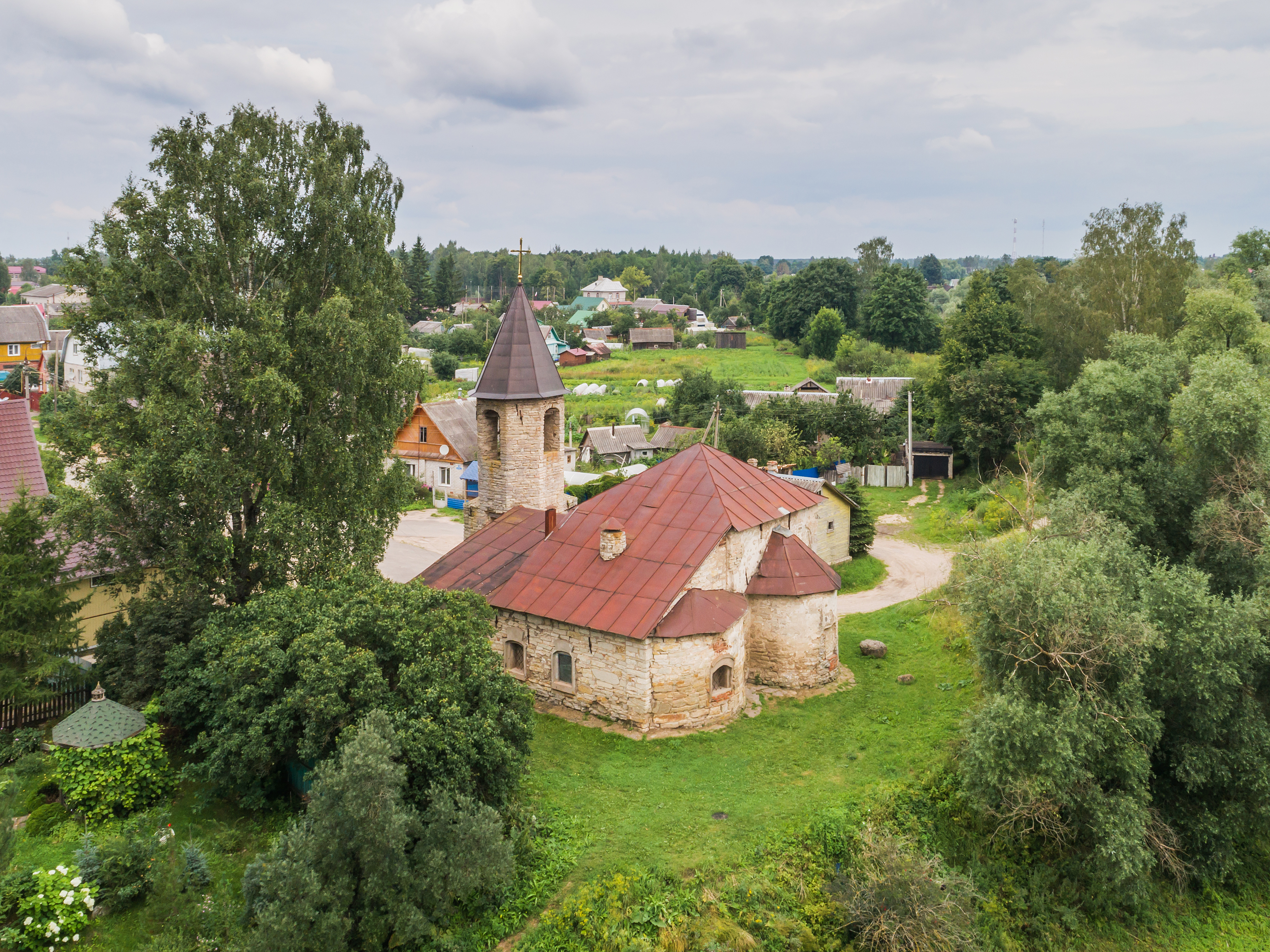
Geburtskirche

Neben der teilweise zerstörten Festung sind in der Stadt mehrere Kirchen erhalten, so die Erlöserkirche (Спасская церковь/ Spasskaja zerkow) von 1650 (Ursprünge von 1399), die Maria-Geburts-Kirche (Рождественская/ Roschdestwenskaja zerkow) und die Nikolaikirche (Никольская/ Nikolskaja zerkow) (beide Anfang des 15. Jahrhunderts).
Auf dem Gelände der ehemaligen Festung befindet sich ein Geschichts- und Heimatmuseum.
17 Kilometer südöstlich der Stadt liegt am Ufer der Schelon das ehemalige Anwesen der Fürsten Gagarin Cholomki mit Hauptgebäude von 1913 (Architekt Iwan Fomin) und Park. Zu Beginn der 1920er Jahre existierte hier und im benachbarten Anwesen Belskoje eine Künstler- und Literatenkolonie, in der zeitweilig Dichter und Schriftsteller wie Wladislaw Chodassewitsch, Jewgeni Samjatin, Michail Soschtschenko und Kornei Tschukowski lebten und arbeiteten.
18 Kilometer südöstlich von Porchow befindet sich im Dorf Wolyschowo die ehemalige Residenz der Grafen Stroganow mit 100 Hektar großem Landschaftspark.

## Wirtschaft
In Porchow gibt es Betriebe der Baumaterialienwirtschaft (Kalkstein), Elektrotechnik (Relais) und der Lebensmittelindustrie.

## Persönlichkeiten
- Alla Jakowlewa (* 1963), Radrennfahrerin